# چایوما
چایوما (به اسپانیایی: Challuma) یک کوه در پرو است که در منطقه تاکنا واقع شده‌است. چایوما ۵٬۱۸۷ متر بالاتر از سطح دریا واقع شده‌است.